# Jani Tuppurainen
Jani Tuppurainen, född 30 mars 1980 i Muhos, är en finländsk ishockeyspelare som spelade säsongen 2007/2008 för Färjestads BK i Elitserien. Jani spelar sedan säsongen 2008/2009 i JYP i den finska ligan. Tidigare har Tuppurainen spelat för Kärpät och KalPa.